# Si tú me miras
Si tú me miras é o segundo álbum de estúdio do cantor espanhol Alejandro Sanz, lançado em 17 de agosto de 1993.
| Críticas profissionais                                                      | Críticas profissionais |
| Avaliações da crítica                                                       | Avaliações da crítica  |
| Fonte                                                                       | Avaliação              |
| --------------------------------------------------------------------------- | ---------------------- |
| Allmusic                                                                    | [ 2 ]                  |
| Esta tabela precisa de ser acompanhada por texto em prosa. Consulte o guia. |                        |

## Lista de faixas
Todas as faixas escritas e compostas por Alejandro Sanz. 
| N.º | Título                          | Compositor(es)             | Duração |  |
| 1.  | "Si Tú Me Miras"                | Alejandro Sanz · A. Medina | 4:17    |  |
| 2.  | "Tu Letra Podré Acariciar"      | Alejandro Sanz · A. Medina | 3:35    |  |
| 3.  | "El Escaparate"                 | Alejandro Sanz · A. Medina | 4:47    |  |
| 4.  | "Cómo Te Echo De Menos"         | Alejandro Sanz · A. Medina | 4:01    |  |
| 5.  | "Cuando Acabas Tú"              | Alejandro Sanz · A. Medina | 4:03    |  |
| 6.  | "Mi Primera Canción"            | Alejandro Sanz · A. Medina | 4:37    |  |
| 7.  | "Vente Al Más Allá"             | Alejandro Sanz · A. Medina | 3:57    |  |
| 8.  | "Qué No Te Daría Yo"            | Alejandro Sanz · A. Medina | 3:35    |  |
| 9.  | "Este Pobre Mortal"             | Alejandro Sanz · A. Medina | 3:36    |  |
| 10. | "A Golpes Contra El Calendario" | Alejandro Sanz · A. Medina | 5:02    |  |

© MCMXCIII. Warner Music Spain. S.A.